# Trece (chaîne de télévision paraguayenne)
Pour les articles homonymes, voir Canal 13.
Canal 13 de Asunción (mieux connu sous le nom de Trece et stylisé comme trece) est une chaîne de télévision paraguayenne fondée en 1981, opérant sous la licence de ZPV 913 TV. C'est la deuxième chaîne la plus ancienne du pays et elle appartient au Grupo JBB.